# Exomella pleuralis
Exomella pleuralis là một loài bọ cánh cứng trong họ Byrrhidae. Loài này được Casey miêu tả khoa học năm 1908.